# Chámisova brigáda
Chámisova brigáda, dříve 32. Posílená brigáda ozbrojeného lidu, byl elitní vojenský útvar libyjské armády a hlavní opora režimu Muammara Kaddáfího. Západní vojenští komentátoři o ní mluvili jako o „dobře vyzbrojené, vycvičené a odhodlané“ vojenské jednotce. V uniklých zprávách z USA byla hodnocena jako „nejdůležitější součást bezpečnostních sil libyjské vlády“. Jednotka vznikla v roce 2003 pod vedením Chámise Kaddáfího a obdržela během své existence nejlepší výzbroj libyjské armády a nejlepší výcvik, včetně zahraničního. Chámisova brigáda byla považována za jednotku poslední naděje na různých bojištích libyjské občanské války. S pádem Tripoli se stala už poslední odhodlanou jednotkou věrnou Kaddáfího režimu. V září 2011 byla dále pod velením Chámise Kaddáfího a její síly se nacházely roztroušené kolem měst Baní Walíd a Syrta. Podle zpráv povstalců tou dobou již brigáda přišla o 9 tisíc příslušníků.
Brigáda se podílela na potlačování demonstrací a dopouštěla se i útoků proti civilním cílům. Střetla se též se všemi možnými druhy a skupinami povstaleckých jednotek, včetně bývalých armádních jednotek, které přeběhly k povstalcům, a také s islamistickými jednotkami.
Chámisova brigáda jakožto těžce vyzbrojená, disponující tanky T-72 a obrněnými vozidly BVP-2, byla jedním z hlavních cílů zahraniční vojenské intervence v Libyi a většina jejích velitelských středisek byla zničena nálety NATO.